# Pfraundorf (Kinding)
Pfraundorf ist ein Gemeindeteil des Marktes Kinding im oberbayerischen Landkreis Eichstätt im Naturpark Altmühltal.

## Lage
Das Kirchdorf liegt auf aufsteigender Terrasse des westlichen Randes des Altmühltales zwischen dem Gemeindesitz Kinding und der Stadt Beilngries an der Staatsstraße 2230. Von Pfraundorf aus führt parallel zur Staatsstraße eine Gemeindestraße zum Nachbarort Badanhausen bei Beilngries. Gegenüber liegt am östlichen Talrand die zur Gemarkung Pfraundorf gehörende Kratzmühle mit dem Kratzmühlsee und einem Campingplatz.

## Geschichte
Pfraundorf trat mit einer Kirchenweihe des Eichstätter Bischofs Gundekar (1057–1075) im Jahr 1060 als „Bfrundorf“ in das Licht der Geschichte. Wahrscheinlich kam das Dorf bereits 895 zusammen mit der Abtei Aohhusan an den Eichstätter Bischofsstuhl. Weitere Schreibweisen des Ortsnamens sind 1145 Frundorph, 1189 Phruendorf und 1304 Phrauendorf.
Von 1129 bis 1393 sind die Pfraundorfer als Ortsadelige nachgewiesen. So trat 1129 der Eichstätter Ministeriale Konrad von „Frundorf“ als Zeuge bei der Stiftung des Klosters Plankstetten auf. Die nördlich des Friedhofs gelegene Motte mit den Fundamenten des Herrensitzes wurde Ende des 20. Jahrhunderts eingeebnet. 1189 waren die Arnsberger Lehensinhaber der bischöflichen Güter zu Pfraundorf, später die Grafen von Hirschberg; die Arnsberger hatten aber auch Eigenbesitz im Dorf. 1189 gab der Kreuzritter Hadebrand aus dem Geschlecht der Arnsberger sein Pfraundorfer Eigentum dem Eichstätter Bischof zum Pfand, das er wieder einlöste. Nach dem Aussterben der Hirschberger mit Graf Gebhard VII. wurde Pfraundorf 1305 endgültig dem Hochstift Eichstätt zugesprochen. 1326 kam das Kloster Seligenporten zu einem größeren Hof und 1332 zu weiterem Besitz in Pfraundorf; beide Güter teilten sich später das Kloster Seligenporten und das Kloster Gnadenberg. 1378 und 1386 siegelt ein Ulrich, der Pfraundorfer. 1379 und 1447 gingen Pfraundorfer Güter der Schenken von Geyern zu Stossenberg an das Hochstift. 1464 wurde aber Hans Schenk wieder mit vier Pfraundorfer Hofstätten belehnt, von denen eine 1481 an Michael Salbaum verkauft wurde. 1561 verkaufte ein Jude eine der übrigen drei Hofstätten. Auch die Emmendorfer hatten in Pfraundorf Lehenbesitz, der nach dem Erlöschen dieses Geschlechts in der ersten Hälfte des 15. Jahrhunderts an die Absberger auf Burg Rumburg kam und 1546 wieder an den Bischof zurückfiel. Spätestens 1644 (Hirschberger Güterverzeichnis) gibt es im Dorf auch bäuerlichen Eigenbesitz.
Nach den Säkularisation 1803 war Pfraundorf kurzzeitig eine eigenständige Gemeinde. 1809 wurde das Dorf mit Badanhausen und Kirchanhausen zu einem Steuerdistrikt und 1811 zur Gemeinde Kirchanhausen zusammengeschlossen. 1818 erhielten die drei Ort wieder ihre gemeindliche Selbständigkeit, wurden aber 1830 erneut zu einer Gemeinde, dieses Mal zur Gemeinde Badanhausen, zusammengeschlossen. Zu diesem Zeitpunkt hatte Pfraundorf 73 Einwohner und war dem Herrschaftsgericht Kipfenberg des Leuchtenbergischen Fürstentums Eichstätt zugeordnet. Eine Neuordnung der Gemeindestruktur brachte erst wieder die bayerische Gebietsreform von 1972, in der sich die Gemeinde Badanhausen der Großgemeinde Kinding anschloss. Gleichzeitig kam für den Ort der Wechsel vom bislang mittelfränkischen in den nunmehr oberbayerischen Landkreis Eichstätt.
1983 existierten in Pfraundorf bei 121 Einwohnern drei landwirtschaftliche Vollerwerbs- und zehn Nebenerwerbsbetriebe.

## Ortskirche

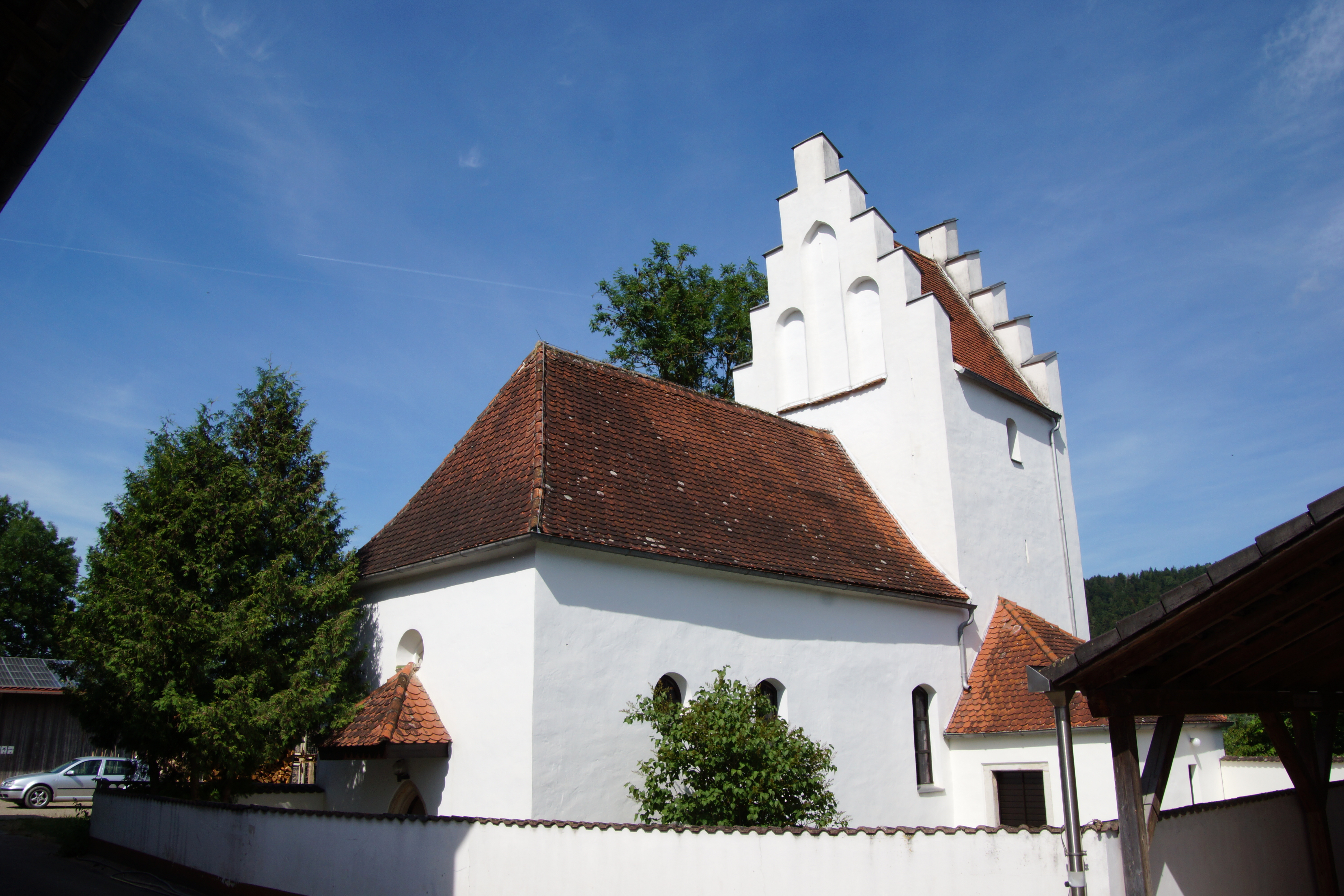
St. Peter und Paul in Pfraundorf

Pfraundorf hat eine katholische Kirche mit dem Patrozinium St. Peter und Paul. Sie ist eine Filialkirche der Pfarrei Kirchanhausen. Die heutige Kirche ist eine frühgotische Chorturmkirche des 13. Jahrhunderts. Der quadratische, aus Bruchsteinen aufgeführte Turm im Osten der Kirche erhielt im späten 16. oder frühen 17. Jahrhundert sein heutiges Aussehen mit zwei Treppengiebeln und einem Satteldach. Das Geläute ist dreistimmig. Das Langhaus ist vierjochig, wobei das westliche Joch etwas länger ist als die übrigen drei Joche. Im Turm befindet sich der Chor mit einem Kreuzrippengewölbe, während das Langhaus eine hölzerne Flachdecke aufweist. 1891–93 erfolgte eine Neugotisierung, die auch die Fensterformen veränderte. Der neugotische Altar weist eine aus Holz gefertigte spätgotische Madonna auf, flankiert von den ebenfalls spätgotischen Figuren St. Peter und St. Paul (um 1490–1500). Bemerkenswert ist auch eine Anna-selbdritt-Figurengruppe. Seit 1973 wird Pfraundorf seelsorgerlich von Beilngries mitversorgt.

## Sonstiges
- In südwestlicher Richtung von Pfraundorf liegt auf der Ortsflur der Jura-Steinbruch und Firmensitz des Unternehmens H. Geiger Stein- und Schotterwerke. Mit einer Fläche von 55 Hektar handelt es sich um den größten Steinbruch Bayerns.[2]
- In der Kratzmühle ist ein privates Technikmuseum „anno dazumal“ untergebracht.
- Im Juli 2020 wurden die Bahnstrecken Neumarkt-Beilngries-Kinding (Anschluss Schnellbahnstrecke) im Positionspapier des VDV als zu reaktivierende Bahnstrecken neu aufgenommen.[3] Somit könnte auch Pfraundorf wieder einen Bahnanschluss bekommen.

## Vereine
- Stopselclub Pfraundorf
- Gartenbauverein